# Liste der Naturdenkmale in Kalbach
Die Liste der Naturdenkmale in Kalbach nennt die im Gebiet der Gemeinde Kalbach im Landkreis Fulda in Hessen gelegenen Naturdenkmale.
| Bild | Bezeichnung                       | Ortsteil, Lage                                 | Beschreibung | Art       | Nr.      |
| ---- | --------------------------------- | ---------------------------------------------- | ------------ | --------- | -------- |
| BW   | Linde am Steiger                  | Heubach 50° 21′ 59,1″ N, 9° 43′ 7,8″ O         |              | Linde     | 6.31.560 |
| BW   | Buche am Steiger                  | Heubach 50° 22′ 0,4″ N, 9° 43′ 7,9″ O          |              | Buche     | 6.31.561 |
| BW   | Eiche an der Straße nach Schweben | Mittelkalbach 50° 25′ 29,5″ N, 9° 37′ 21,5″ O  |              | Eiche     | 6.31.562 |
| BW   | Linde im Feld                     | Mittelkalbach 50° 25′ 39″ N, 9° 36′ 54,2″ O    |              | Linde     | 6.31.563 |
| BW   | Linde am Berg                     | Niederkalbach 50° 25′ 58,2″ N, 9° 37′ 34″ O    |              | Linde     | 6.31.564 |
| BW   | Taufstein am Frauenstein          | Oberkalbach 50° 22′ 52,3″ N, 9° 41′ 48,7″ O    |              |           | 6.31.565 |
| BW   | 2 Friedenseichen                  | Oberkalbach 50° 24′ 8″ N, 9° 40′ 6,5″ O        |              | Eiche     | 6.31.566 |
| BW   | Jägereiche an der Haubentrift     | Uttrichshausen 50° 23′ 41,7″ N, 9° 44′ 38,5″ O |              | Eiche     | 6.31.568 |
| BW   | Hainbuchenallee                   | Uttrichshausen 50° 25′ 21,6″ N, 9° 44′ 10,7″ O |              | Hainbuche | 6.31.569 |
| BW   | Eiche bei Uttrichshausen          | Uttrichshausen 50° 24′ 31,3″ N, 9° 43′ 43,6″ O |              | Eiche     | 6.31.570 |